# Seven Thorns
Winner of the 4th Heavy Metal Eurovision song contest 2005Seven Thorns är ett danskt power metal band som bildades 1998. Bandets musikstil kan beskrivas som traditionell europeisk power metal med tydliga influenser från klassisk musik och på senare tid även progressiv metal.

## Historik
Bandet har hittills givit ut tre studioalbum. Debutalbumet Return to the Past gavs ut i november 2010 på det amerikanska skivbolaget Nightmare Records.
Bandet bildades 1998 av trummisen Lars Borup. År 2005 stod bandets första singel, Artificial Night färdig. Singeln blev nominerad till Danish Metal Awards 2005 och vann den fjärde inofficiella European Heavy Metal Song Contest 2006. 
Mellan 2005 och 2007 ersattes Seven Thorns av Lars' eget projekt 7thorns, som trots det snarlika namnet inte var detsamma som Seven Thorns – varken musikaliskt, visionärt, personligt eller socialt. 7thorns spelade in ett studioalbum, Glow of Dawn, som dock aldrig gavs ut officiellt. 
Då 7thorns upplöstes 2007 startade Lars och Mik upp Seven Thorns igen och i slutet av 2008 hade Seven Thorns en ny lineup. Singeln Forest Majesty från det nya debutalbumet spelades in över nyår 2008/2009, och gavs ut på danska Airbourne Records i mars 2009. Debutalbumet Return to the Past spelades in i Media Sound Studios i Köpenhamn och mixades av Peter Brander och Seven Thorns.
Efter albumets utgivning skrev Seven Thorns kontrakt med det tyska promotionbolaget Rock N Growl Records, vilket ledde till ett stort antal mycket positiva recensioner från hela världen.
Kontrakt skrevs även med den tyska bokningsbyrån REDlionmusic, som sommaren 2011 skickade Seven Thorns på deras första europaturné som förband till amerikanska Circle II Circle och på tyska festivaler. Under 2012 gav sig bandet ut på ännu en europaturné med det amerikanska glam metal-bandet Lillian Axe och presenterade därmed sin nye sångare Gustav Blide. Seven Thorns har också spelat tillsammans med band som Saxon, Anvil, Jørn Lande, Raven och Gun Barrel.
Bandets andra album II släpptes i februari 2014. Sångare på albumet var återigen Erik Blomqvist, eftersom inspelningen av albumet redan var i full gång då Blide gick med som sångare.  
Under 2014 och 2015 lämnade Gustav Blide, Christian Strøjer och Nicolaj Marker bandet för andra åtaganden, och Björn Asking och Mads Mølbæk tog över rollerna som sångare och basist.
I slutet av 2018 släppte bandet sitt tredje album Symphony of Shadows. Musikaliskt innebar det en delvis ny inriktning för bandet med tydligare influenser av progressiv metal.

## Medlemmar
Nuvarande medlemmar
- Lars "Laske" Borup – trummor (1998– )
- Gabriel Tuxen – sologitarr (2008– )
- Asger W. Nielsen – keyboard (2009– )
- Mads Mølbæk – basgitarr (2015– )
- Björn Asking – sång (2015– )

- Mik Holm – låtskrivare (2003–2005, 2007– )

Tidigare medlemmar
- Dr. No – gitarr (1998–2000)
- Jesper Munk – gitarr (2002–2006)
- Tommy Strauss – basgitarr (2003–2004)
- Mik Holm – sång (2003–2005, 2007– 2010)
- Peter Falk – gitarr (2004–2006)
- Artur Meinhild – keyboard (2004–2006)
- Nicolaj Marker – basgitarr (2008–2015)
- Christian B. Strøjer – gitarr (2008–2015)[2]
- Gustav Blide – sång (2012–2015)

### Gästmedlemmar
- Mikkel Henderson (Fate, Evil Masquerade) – olika keyboardinsatser på Return to the Past
- Olaf Lenk (At Vance) – gitarrsolo på 'Liberty' från Return to the Past
- Mads Mølbæk – inhoppare på bas på de första konserterna på europaturnén 2011 med Circle II Circle.
- Erik "EZ" Blomkvist (Platitude, Dreamscape) – sång på Return to the Past och II
- André Andersen (Royal Hunt) - keyboard solo på "Eye of the Storm" från "II"
- Alyzee - vokal på "Beneath a Crescent Moon" från "Symphony of Shadows".
- Dr. P - vokal på "Symphony of Shadows" från "Symphony of Shadows".

## Diskografi
Studioalbum
- Glow of Dawn (2007) - från Lars' solo projekt 7thorns, inte officiell Seven Thorns skiva
- Return to the Past (2010, Nightmare Records)
- II (2013, Sonic Revolution)
- Symphony of Shadows (2018, Mighty Music)

Singlar
- "Artificial Night"/"Metal Will Show You the Way" (2005)
- "Forest Majesty"/"Spread Your Wings" (2009)
- "Black Fortress"/"Last Goodbye" (2017)
- "Evil Within" (2018)
- "Beneath a Crescent Moon" (2018)
- "Symphony of Shadows" (2019)